# 和名類聚抄
『和名類聚抄』（わみょうるいじゅしょう）は、平安時代中期に作られた辞書である。承平年間（931年 - 938年）、勤子内親王の求めに応じて源順が編纂した。略称は和名抄（わみょうしょう）。

## 概要
名詞をまず漢語で類聚し、意味により分類して項目立て、万葉仮名で日本語に対応する名詞の読み（和名・倭名）をつけた上で、漢籍（字書・韻書・博物書）を出典として多数引用しながら説明を加える体裁を取る。今日の国語辞典のほか、漢和辞典や百科事典の要素を多分に含んでいるのが特徴。また、体系的な意義分類体の辞書を形作った最初期の例である点においても、その事績は出色である。
漢の分類辞典『爾雅』の影響を受けている。当時から漢語の和訓を知るために重宝され、江戸時代の国学発生以降、平安時代以前の語彙・語音を知る資料として、また社会・風俗・制度などを知る史料として日本文学・日本語学・日本史の世界で重要視されている書物である。『兼名苑』など佚書の引用も多く含んでいる。

## 書誌
和名類聚抄は「倭名類聚鈔」「倭名類聚抄」とも書かれ、その表記は写本によって一定していない。一般的に「和名抄」「倭名鈔」「倭名抄」と略称される。
巻数は十巻または二十巻で、その内容に大きく異同があるため「十巻本」「二十巻本」として区別され、それぞれの系統の写本が存在する。国語学者の亀田次郎は「二十巻本は後人が増補したもの」としている。
なお二十巻本は古代律令制における行政区画である国・郡・郷の名称を網羅しており、この点でも基本史料となっている。
［例］ 大和国葛下郡神戸郷・山直郷・高額郷・加美郷・蓼田郷・品治（保無智）郷・當麻（多以末）郷
ただし、郷名に関しては誤記がないわけではなく、後世の研究によって誤記が判明した事例もある。

## 構成
本書の構成は大分類である「部」と小分類の「門」より成っており、その構成は十巻本・二十巻本によってそれぞれ異なる。

### 十巻本
24部128門より成り、各部は次の順に配列されている。
1. 天地部＝天文・気象・神霊・水・土石
2. 人倫部＝人間・家族
3. 形體部＝体の各部
4. 疾病部＝病気
5. 術藝部＝武芸・武具
6. 居處部＝住居・道路
7. 舟車部＝船・車
8. 珍寳部＝金銀・玉石
9. 布帛部＝布
10. 装束部＝衣類
11. 飮食部＝食物
12. 器皿部＝器・皿
13. 燈火部＝燈火
14. 調度部＝日用品
15. 羽族部＝鳥
16. 毛群部＝獣一般
17. 牛馬部＝牛・馬
18. 龍魚部＝竜族、および魚類[注 2]
19. 龜貝部＝亀類・海棲動物
20. 蟲豸部＝虫類
21. 稻穀部＝稲・穀物
22. 菜蔬部＝野菜
23. 果蓏部[注 3]＝果物
24. 草木部＝草木

### 二十巻本
十巻本に比べ、部の分割・統合・付加、名称や配列の異同があり、32部249門より成っている。
配列は以下の通り。太字で示したものが二十巻本独自の部、もしくは名称の変更されている部である。
1. 天部＝天文・気象
2. 地部＝土石
3. 水部＝水
4. 歳時部＝暦
5. 鬼神部＝神霊
6. 人倫部＝人間
7. 親戚部＝家族
8. 形體部＝身体の各部
9. 術藝部＝武芸・武具
10. 音樂部＝音楽・楽器
11. 軄官部＝官庁・官職名
12. 國郡部＝国名・郡名・郷名
13. 居處部＝住居・道路
14. 舩部＝船
15. 車部＝車
16. 牛馬部＝牛・馬
17. 寳貨部＝金銀・玉石
18. 香藥部＝香
19. 燈火部＝燈火
20. 布帛部＝布
21. 装束部＝衣類
22. 調度部＝日用品
23. 器皿部＝器・皿
24. 飮食部＝食物
25. 稻穀部＝稲・穀類
26. 果蓏部[注 3]＝果物
27. 菜蔬部＝野菜
28. 羽族部＝鳥類
29. 毛群部＝獣一般
30. 鱗介部＝爬虫類・両生類・魚類・海棲動物
31. 蟲豸部＝虫
32. 草木部＝草木

## 諸本
本書には完本・零本（端本）も含めて、数多くの写本が存在する。江戸時代には版本の形でも刊行されているが、十巻本は当時写本の形で流布したためほとんど梓に上らず、二十巻本が重点的に刊行された。
以下、影印・複製や直接閲覧により閲覧可能なものを筆写年代・刊行年代順に挙げる。

### 十巻本
現在、十巻本の本文として最も流布しているのは、狩谷棭斎校注の『箋注倭名類聚抄』であるが、これは下にも書く通り明治時代刊なので、それまでは写本による流布が主であった。
なお、十巻本の写本の中でも「下総本」とそれに連なる系統の本は、他の本と異なる記述を持つなど異質の本である。このため十巻本の写本には、しばしば下総本系の本を参照し、朱でその校異を書き入れているものも少なくない。しかし狩谷はこの下総本の本文を「後世の改竄によるもの」と見なし、「諸本の中で最も劣悪」として認めていない。

#### 写本
|                  | 書写時期     | 状態           | 蔵書                       | 備考             |
| ---------------- | ------------ | -------------- | -------------------------- | ---------------- |
| 真福寺本         | 鎌倉時代     | 巻一～巻二のみ | 宝生院大須観音真福寺       |                  |
| 伊勢十巻本       | 室町時代初期 | 巻三～八のみ   | 神宮文庫                   |                  |
| 京本             | 江戸時代前期 | 巻四～六のみ   | 東京大学国語研究室         |                  |
| 高松宮本         | 江戸時代前期 | 完本           | 国立歴史民俗博物館         |                  |
| 松井本           | 江戸時代前期 | 完本           | 静嘉堂文庫                 |                  |
| 京一本           | 江戸時代後期 | 巻七～十のみ   | 東京大学国語研究室         |                  |
| 狩谷棭斎自筆訂本 | 江戸時代後期 | 完本           | 国立公文書館（旧内閣文庫） | 校訂を含む       |
| 天文本           | 江戸時代後期 | 完本           | 東京大学国語研究室         | 「下総本」系写本 |
| 前田本           | 明治時代     | 完本           | 前田尊経閣                 |                  |

#### 版本
|            | 刊行               | 校訂     | 底本         |
| ---------- | ------------------ | -------- | ------------ |
| 享和版本   | 享和元年（1801年） | 稲葉通邦 | 真福寺本     |
| 楊守敬刊本 | 明治29年（1906年） | 楊守敬   | 下総本系写本 |

#### 校注本
|                | 成立               | 刊行               | 校訂     | 底本 | 備考       |
| -------------- | ------------------ | ------------------ | -------- | ---- | ---------- |
| 箋注倭名類聚抄 | 文政10年（1827年） | 明治16年（1883年） | 狩谷棭斎 | 京本 | 諸本で校訂 |

### 二十巻本
現在、二十巻本の本文として最も流布しているのは、那波道円校注の「元和古活字本」であるが、これは昭和7年（1932年）に影印復刻されるまでほとんど世に出回らなかった稀覯書で、代わりに「慶安版本」「寛文版本」が広く用いられ、明治時代初期まで何度も刷を重ねた。
また、写本のうち「高山寺本」は、「國郡部」の後に古代律令制下の駅（うまや）を記しており、他の二十巻本には見られない独自の本文を持つほか、本文の異同も多く、特に「國郡部」を見る際に「元和古活字本」とともに参照される。

#### 写本
|              | 書写時期     | 状態                         | 蔵書                   |
| ------------ | ------------ | ---------------------------- | ---------------------- |
| 高山寺本     | 平安時代末期 | 巻六～十のみ                 | 天理大学附属天理図書館 |
| 伊勢二十巻本 | 室町時代初期 | 巻一～二および巻九～二十のみ | 神宮文庫               |
| 大東急本     | 室町時代中期 | 完本                         | 大東急記念文庫         |

#### 版本
|              | 刊行               | 校訂     |
| ------------ | ------------------ | -------- |
| 元和古活字本 | 元和3年（1617年）  | 那波道円 |
| 慶安版本     | 慶安元年（1648年） |          |
| 寛文版本     | 寛文11年（1671年） |          |

## 注解刊行本・影印本
- 『和名類聚抄 : 高山寺本 . 三寶類字集 : 高山寺本』天理圖書館善本叢書和書之部（第2巻）、1971年
- 『諸本集成倭名類聚抄』本文篇・索引篇・外篇、臨川書店、1971年-1981年
- 『和名類聚抄 : 20巻本』古辞書叢刊、雄松堂書店、1973年
- 『和名類聚抄』名古屋市博物館資料叢書2、名古屋市博物館、1992年
- 『高松宮本・林羅山書入本和名類聚抄声点付和訓索引』アクセント史資料索引16、アクセント史資料研究会、2000年
- 『古写本和名類聚抄集成』勉誠出版、2008年
  - 第1部『諸本解題・関係資料集及び語彙総集』
  - 第2部『十巻本系古写本の影印対照』
  - 第3部『二十巻本系諸本の影印対照』
- 『和名類聚抄 : 高山寺本』新天理図書館善本叢書（第7巻）八木書店、2017年